# Беннетт, Сэм (хоккеист)
Сэмюэл «Сэм» Беннетт-Макдауэлл (англ. Samuel «Sam» Bennett-McDowell; род. 20 июня 1996, Ричмонд-Хилл, Канада) — профессиональный канадский хоккеист, левый нападающий клуба НХЛ «Флорида Пантерз». Обладатель Кубка Стэнли 2024 и 2025. Обладатель «Конн Смайт Трофи» (2025). 

## Игровая карьера
Сэм Беннетт был одним из претендентов на первый выбор на драфте НХЛ в 2014 году. В финальном рейтинге Центрального скаутского бюро НХЛ он был первым из североамериканских полевых игроков. Однако его выбрали только под общим четвёртым номером — права на Беннетта были закреплены за «Калгари Флэймз». 25 июля 2014 года Беннетт подписал с «Калгари» трёхлетний контракт новичка.
В начале сезона 2014/15 стало известно, что Беннетт пропустит 4-6 месяцев из-за травмы плеча. В начале января Сэм восстановился от травмы и начал тренироваться, а 21 февраля «Калгари» отправил его в «Кингстон» из OHL, за который он выступал ранее. 4 апреля Сэм Беннетт вернулся в «Калгари», а 11 апреля сыграл свой первый матч в НХЛ — в заключительном туре регулярного сезона «Калгари» на выезде уступил «Виннипегу» со счётом 1-5, а Беннетт набрал в этом матче первое очко за результативную передачу Майклу Ферланду.

## Награды и достижения
| Приз                                | Год       | Прим.  |
| ----------------------------------- | --------- | ------ |
| Вторая сборная Всех звёзд OHL       | 2012-13   | [ 10 ] |
| Чемпион мира среди юниорских команд | 2013      |        |
| Победитель Мемориала Ивана Глинки   | 2013      |        |
| Третья сборная Всех звёзд OHL       | 2013-14   |        |
| Лучший драфт-проспект CHL           | 2013-14   |        |
| Обладатель Кубка Стэнли             | 2024,2025 |        |

## Статистика
| Легенда | Легенда                    | Легенда | Легенда                   | Легенда | Легенда    |
| ------- | -------------------------- | ------- | ------------------------- | ------- | ---------- |
| И       | Количество проведённых игр | Штр     | Штрафное время            | +/−     | Плюс-минус |
| Г       | Голы                       | П       | Голевые передачи          | О       | Очки       |
| -       | Статистика неизвестна      | —       | Статистика не учитывалась |         |            |